# Život na stijeni
Život na stijeni (eng. Life on the Rock), televizijska emisija, jedna od najpoznatijih i najdugovječnijih emisija na EWTN-u. Voditelji emisije su franjevački misionari Vječne Riječi - redovničke zajednice kojoj je karizma i poslanje evangelizirati kroz medije i koji svoju službu obavljaju na televiziji EWTN. emisija traje 30 minuta. Traje 30 minuta. Unutar emisije su različiti segmenti koji doprinose dinamici i zanimljivosti emisije. U Hrvatskoj se prikazuje na Laudato TV od 7. prosinca 2017. godine.
Dijelovi emisije su: Razgovor na Stijeni (eng. Rock Talk), Kul je biti katolik (eng. Cool 2B Catholic), Pravila igre (eng. Faith Playbook), Glazbena lista (eng. The Playlist) i U vinogradu (eng. Into the Vineyard). U Razgovoru na stijeni razgovaraju s gostima u studiju. U Kul je biti katolik prikazuje se kratki film na temu u svezi s katoličkim učenjima. Pravila igre služe se športskim analogijama u razmišljanjima o vjeri. Glazbena lista jest glazbeni dio emisije i tu se prikazuje najnovije glazbene uradke mladih glazbenika. Svoja razmišljanja i poticaje voditelji emisije kazuju u poddijelu U vinogradu.

## Vanjske poveznice
- YouTube Najava emisije, kanal Laudato TV